# Kiel Hauptbahnhof
Kiel Hauptbahnhof is een spoorwegstation in de Duitse stad Kiel. Het station behoort tot de Duitse stationscategorie 2. Het station werd in 1899 geopend. 
Kiel Hauptbahnhof is met 25 000 reizigers per dag het tweede drukste station van de deelstraat Sleeswijk-Holstein, na het centrale station van Lübeck.   
Het station telt acht sporen en wordt bediend door de ICE, RE (regional-express) en RB (Regionalbahn). RB en RE zorgen voor het regionale treinverkeer in de deelstaat zelf of gebieden net over de grens, ICE zorgt voor de nationale en internationale treinverbindingen zoals: Hamburg, Hannover, Frankfurt, Berlijn, Chur, Zurich en Basel.   
Kiel Hauptbahnhof ·
Kiel Lübecker Chaussee ·
Kiel Winterbeker Weg · 
Kiel-Hassee ·
Kiel-Hassee CITTI-PARK ·
Kiel Waldorfschule ·
Kronshagen ·
Suchsdorf ·
Levensau ·
Neuwittenbek ·
Gettorf Süd ·
Gettorf ·
Altenhof (Schleswig) ·
Eckernförde Süd ·
Eckernförde ·
Rieseby ·
Lindaunis ·
Fahrtoft ·
Süderbrarup ·
Mohrkirch ·
Sörup ·
Winderatt ·
Husby ·
Maasbüll (Angeln) ·
Flensburg
Hamburg-Altona ·
Hamburg Diebsteich ·
Hamburg-Langenfelde · 
Hamburg-Stellingen ·
Hamburg-Eidelstedt ·
Hamburg Elbgaustraße ·
Krupunder ·
Halstenbek ·
Thesdorf ·
Pinneberg ·
Prisdorf ·
Tornesch ·
Elmshorn ·
Horst (Holst) ·
Dauenhof ·
Wrist ·
Brokstedt ·
Neumünster ·
Einfeld ·
Bordesholm ·
Flintbek ·
Kiel Hauptbahnhof